# Judit Ignacio i Sorribes
Judit Ignacio i Sorribes (Barcelona, 18 de març de 1994) és una nedadora catalana.
Formada al CN Sabadell, va especialitzar-se en les proves de papallona. Als catorze anys va guanyar el seu primer títol de campiona d'Espanya en 200 m. L'any 2010 va acumular diversos èxits esportius, campiona de Catalunya i Espanya en 100 m, campiona d'Europa júnior en 200 m i subcampiona en 100 m i dues medalles d'argent als Jocs de la Joventut en 100 i 200 m. La temporada següent va aconseguir la medalla d'or en 200 m al Campionat Mundial júnior. Internacional amb la selecció espanyola de natació, va competir als Campionats del Món en piscina curta i als Jocs Olímpics de Londres 2012 i Rio de Janeiro 2016. També, va participar en els Campionats d'Europa de 2014 i 2016, aconseguint una medalla d'argent i una de bronze en 200 m.

## Palmarès
Internacional
- 1 medalla d'argent als Campionat d'Europa de Natació en 200 m papallona: 2014
- 1 medalla de bronze als Campionat d'Europa de Natació en 200 m papallona: 2016

Campionat de Catalunya
- 1 Campionat de Catalunya d'estiu en 400 m lliures: 2015
- 1 Campionat de Catalunya d'estiu en 50 m papallona: 2018
- 6 Campionat de Catalunya d'estiu en 100 m papallona: 2010, 2012, 2013, 2014, 2015, 2018
- 4 Campionat de Catalunya d'estiu en 200 m papallona: 2013, 2014, 2015, 2016
- 1 Campionat de Catalunya d'estiu en 4x100 m lliures: 2012
- 4 Campionat de Catalunya d'estiu en 4x200 m lliures: 2008, 2010, 2012, 2014
- 1 Campionat de Catalunya d'estiu en 4x100 m estils: 2012

Campionat d'Espanya
- 2 Campionat d'Espanya d'estiu en 50 m papallona: 2013, 2018
- 6 Campionat d'Espanya d'estiu en 100 m papallona: 2010, 2013, 2016, 2017, 2018, 2019
- 4 Campionat d'Espanya d'estiu en 200 m papallona: 2008, 2013, 2014, 2015
- 3 Campionat d'Espanya d'estiu en 4x200 m lliures: 2015, 2016, 2018
- 1 Campionat d'Espanya d'estiu en 4x50 m estils: 2013
- 1 Campionat d'Espanya d'estiu en 4x100 m estils: 2008
- 1 Campionat d'Espanya d'hivern en 50 m papallona: 2016
- 6 Campionat d'Espanya d'hivern en 100 m papallona: 2011, 2012, 2013, 2014, 2016, 2017
- 1 Campionat d'Espanya d'hivern en 200 m papallona: 2013
- 1 Campionat d'Espanya d'hivern en 4x50 m lliures: 2012
- 4 Campionat d'Espanya d'hivern en 4x100 m lliures: 2012, 2013, 2014, 2016
- 4 Campionat d'Espanya d'hivern en 4x200 m lliures: 2012, 2014, 2015, 2016
- 1 Campionat d'Espanya d'hivern en 4x100 m estils: 2012